# Matthias von Hellfeld

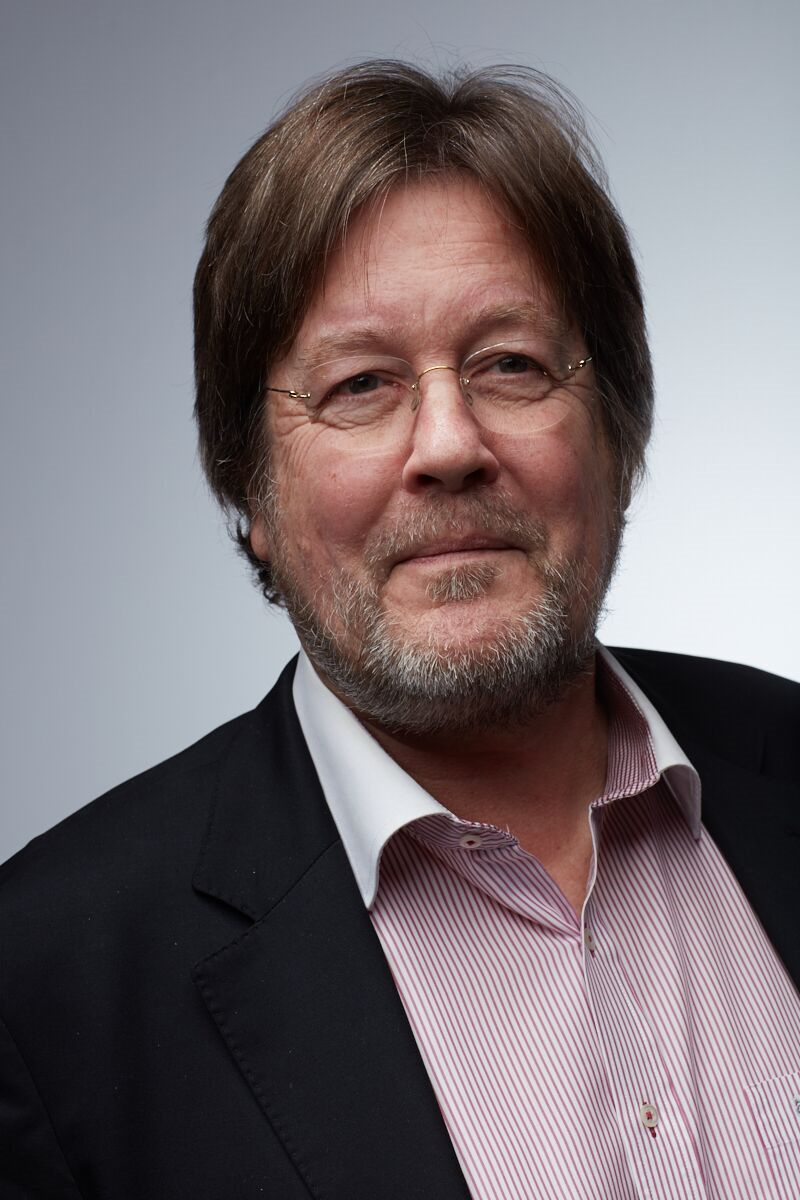
Matthias von Hellfeld

Matthias Georg von Hellfeld (* 1. August 1954 in Bremen) ist ein deutscher Historiker, Journalist und Publizist.

## Leben
Von Hellfeld studierte Sozialwissenschaften und Geschichte an der Universität zu Köln und wurde 1985 mit der Dissertation Bündische Jugend und Hitlerjugend. Zur Geschichte von Anpassung und Widerstand 1930–1939 zum Dr. phil. promoviert. Danach war er vier Jahre Redakteur beim WDR und zwei Jahre beim neugegründeten Privatsender VOX.
Hellfeld publizierte zunächst vor allem im DKP-nahen Pahl-Rugenstein Verlag, später bei dessen Nachfolger, dem Papyrossa Verlag.
Seit 1994 ist er Moderator bei Deutschlandfunk sowie Redakteur bei Deutschlandfunk Nova und der Deutschen Welle. Er publizierte u. a. zum Nationalsozialismus, Rechtsextremismus und zur europäischen Geschichte. Von Hellfeld ist seit 1978 als Journalist und Dozent freiberuflich tätig. Seit 2011 ist er Dozent des Masterstudiengangs „OnlineRadio“ der Martin-Luther-Universität Halle-Wittenberg und hält seit 2013 eine über drei Trimester verteilte Vorlesung über „Die Genese Europas“ und über den „Weg in die Moderne – das lange 19. und das kurze 20. Jahrhundert“. Von Hellfeld ist Mentor und Vertrauensdozent der Friedrich-Ebert-Stiftung. Im Wintersemester 2014/15 hielt er eine Übung „Journalistisches und Wissenschaftliches Schreiben“ an der Justus-Liebig-Universität Gießen ab.
Er war Teilhaber einer Produktionsfirma für Fernsehdokumentationen. Seit Mai 2016 ist von Hellfeld Redakteur des Geschichtsformats „Eine Stunde History“ bei Deutschlandfunk Nova, das historische Themen mit aktuellen politischen Entwicklungen in Verbindung setzt. „Eine Stunde History“ war 2017 für den Deutschen Radiopreis nominiert. Begleitend zur Sendung produziert er mit Holger Klein das wöchentliche Podcast-Format WRINT Geschichtsunterricht.
Seit Sommer 2020 betreibt von Hellfeld die Website Geschichtsdoc, auf der historische Bücher, Audiofiles und andere Informationen veröffentlicht werden. Einmal im Monat publiziert er dort einen Blogeintrag zu aktuellen politischen Themen mit historischem Bezug.

## Auszeichnungen
- 1984: Carl-von-Ossietzky-Preis für Zeitgeschichte und Politik
- 2019: Deutscher Podcastpreis[2]

## Schriften (Auswahl)
- Edelweisspiraten in Köln. Jugendrebellion gegen das 3. Reich. Das Beispiel Köln-Ehrenfeld (= Kleine Bibliothek, 219). Pahl-Rugenstein, Köln 1981, ISBN 3-7609-0608-7.
- mit Jürgen Feick. Frieden – Lesehefte Politik Sozialkunde, Klett, Stuttgart 1984, ISBN 3-12-053240-1.
- Neue Gefahr von Rechts? – Lesehefte Politik Gesellschaft Wirtschaft, Klett, Stuttgart 1985, ISBN 3-12-053250-9.
- mit Brigitte Jumpertz: Mit der Stimme des Blutes – Theater im Dritten Reich. In: Theaterstadt Köln. Hrsg. von Peter Canaris und Jürgen Flimm. Köln 1986, ISBN 3-922009-78-6.
- als Hrsg.: Im Schatten der Krise. Rechtsextremismus, Neofaschismus und Ausländerfeindlichkeit (= Kleine Bibliothek, 388). Pahl-Rugenstein, Köln 1986, ISBN 3-7609-1031-9.
- mit Charlotte Hospelt: Jugend in der Bundesrepublik – Lesehefte Politik Gesellschaft Wirtschaft, Klett-Verlag, Stuttgart 1987, ISBN 3-12-053310-6.
- Bündische Jugend und Hitlerjugend. Zur Geschichte von Anpassung und Widerstand 1930–1939 (= Edition Archiv der Deutschen Jugendbewegung, Band 3). Verlag Wissenschaft und Politik, Köln 1987, ISBN 3-8046-8683-4.
- Modell Vergangenheit. Rechtsextreme und neokonservative Ideologien in der Bundesrepublik (= Kleine Bibliothek, 454). Pahl-Rugenstein, Köln 1987, ISBN 3-7609-1148-X.
- mit Fritz Theilen. Edelweißpiraten (= Fischer Boot). Fischer-Taschenbuch-Verlag, Frankfurt 1987, ISBN 3-596-27548-2.
- mit Arno Klönne: Die betrogene Generation (= Kleine Bibliothek, 360). Pahl-Rugenstein, Köln 1987, ISBN 3-7609-0954-X.
- mit Peter Finkelgrün, Ralph Giordano, Oskar Lafontaine, u. a. Salman Rushdie. Die Satanischen Verse – deutsche Ausgabe. Artikel 19 Verlag, Köln 1989, ISBN 3-9802315-0-X
- Dem Hass keine Chance (= Kleine Bibliothek, 537). Pahl-Rugenstein, Köln 1989, ISBN 3-7609-1301-6.
- Davongekommen. Erwachsenwerden im Holocaust (= Fischer Boot). Fischer-Taschenbuch-Verlag. Frankfurt 1990, ISBN 3-596-27616-0.
- Gnadenlose Ausmerze. In: Witich Roßmann (Hrsg.): AchtungFertigLos – Vorkrieg 1935–1939, Elefanten Press, Berlin 1989, ISBN 3-88520-314-6.
- mit Arno Klönne, Inge Jens, Anneliese Knoop-Graf, u. a. Piraten, Swings und Junge Garde. Jugendwiderstand im Nationalsozialismus (= Dietz-Taschenbuch 39). Herausgegeben von Wilfried Breyvogel. Dietz, Bonn 1991, ISBN 3-8012-3039-2.
- Die Nation erwacht. Zur Trendwende der deutschen politischen Kultur. PapyRossa, Köln 1993, ISBN 3-89438-055-1.
- Wiederentdeckte Vergangenheit. Über den Umgang mit Symbolen und Objekten der NS-Zeit in der Gegenwart. In: Horst Matzerath u. a. (Hrsg.): Über den Umgang mit der NS-Zeit in Köln – Versteckte Vergangenheit. Emons-Verlag, Köln 1994, ISBN 3-924491-51-8.
- Rechte Symbole und ihre Suggestivkraft in Deutschland nach 1945. In: Peter-Ullrich Hein und Hartmut Reese (Hrsg.) Kultur und Gesellschaft in der Bundesrepublik Deutschland (= Festschrift für Arno Klönne). Peter Lang Verlag, Frankfurt 1996, ISBN 3-631-30246-0.
- Joachim von Ribbentrop – Der Handlanger. In: Guido Knopp. Hitlers Helfer. Täter und Vollstrecker. C. Bertelsmann Verlag, Gütersloh 1998, ISBN 3-570-00176-8.
- mit Kerstin von Hellfeld: Das Wichtigste über Geschichte & Zeitgeschichte (= Einfach wissen, dtv 34365). Deutscher Taschenbuch Verlag, München 2006, ISBN 978-3-423-34365-7.
- Akte Europa. Geschichte eines Kontinents (= dtv, 24554). Deutscher Taschenbuch Verlag, München 2006, ISBN 978-3-423-24554-8; E-Book: Epubli, Berlin 2013, ISBN 978-3-8442-5439-6.
- Wir Europäer. Der schwierige Weg zu Freiheit und Demokratie. Dietz, Bonn 2008, ISBN 978-3-8012-0387-0.
- Die Genese Europas. Der europäische Kontinent vom antiken Griechenland bis heute. 3 Bände. Epubli, Berlin 2013/2014, ISBN 978-3-8442-8554-3, ISBN 978-3-8442-7457-8, ISBN 978-3-8442-9766-9.
- Das „lange“ 19. Jahrhundert. Zwischen Revolution und Krieg, 1774–1914. Dietz, Bonn 2015, ISBN 978-3-8012-0468-6.
- mit Jürgen Reulecke u. a.: Ein Leben gegen den Strom. Michael „Mike“ Jovy – Widerstandskämpfer, Jungenschaftler, Diplomat. LIT-Verlag, Münster 2017, ISBN 978-3-643-13930-6.
- Die Emanzipation stellt das Individuum in den Mittelpunkt. In: Katrin Rönicke (Hrsg.): Emanzipation, Reclam-Verlag Ditzingen 2018, ISBN 978-3-15-020439-9.
- Von Anfang an Europa. Die Geschichte unseres Kontinents. Herder, Freiburg i. B. 2019, ISBN 978-3-451-38552-0.
- „Sie wurden ohne Gegenleistung vor ihren Mördern geschützt...“. In: Peter Finkelgruen: „Soweit er Jude war...“. Moritat von der Bewältigung des Widerstandes – Die Edelweißpiraten als Vierte Front in Köln 1944., Books on Demand, Norderstedt 2020, ISBN 978-3-7528-1236-7.
- mit Markus Dichmann und Meike Rosenplänter: History für Eilige. Alles, was man über Geschichte wissen muss. Herder, Freiburg i. B. 2020, ISBN 978-3-451-38962-7
- mit Markus Dichmann und Meike Rosenplänter: History für Eilige 2. Alles, was man noch über Geschichte wissen muss. Herder, Freiburg i. B. 2021, ISBN 978-3-451-39079-1
- 1848. In 48 Kapiteln. Herder, Freiburg i. B. 2022, ISBN 978-3-451-39155-2
- als Hrsg.: Die Welt im Krisenmodus. Demokratien zwischen Reformstau und Polykrise. Kohlhammer, Stuttgart 2024, ISBN 978-3-17-045288-6}
- Die verunsicherte Nation, Vielfalt und Migration – eine andere Geschichte Deutschlands. Wissenschaftliche Buchgesellschaft Theiss. Freiburg i. B. 2025, ISBN 978-3-534-61059-4

## Hörfunkserien
- Wir Europäer. Deutsche Welle 2009 (online).
- Die deutschen Bundeskanzler. Deutsche Welle 2009
- Meilensteine der Einheit. Deutsche Welle 2010 (online).
- Rote Sekretäre. Deutschlandfunk NOVA 2011 (online).

## Hörbücher
- Mit Kerstin von Hellfeld: Einfach Wissen – Geschichte/Zeitgeschichte, hrsg. Olaf Benzinger. Komplett-Media, Grünwald 2007
- Einheitliche Europäische Akte. In: Werkstatt Europa. 50 Jahre Integration – Fragen an die Zukunft der EU, hrsg. vom Deutschlandfunk. Köln 2007

## Podcasts
- mit Holger Klein: Geschichte Europas (WRINT 162), Völkerschlacht bei Leipzig (WRINT 214), Das 19. Jahrhundert (WRINT 483), Die nicht gescheiterte Revolution 1848/49 (WRINT 1410)
- mit Holger Klein: Die Geschichte der Freiheit (Podcast)
- Matthias von Hellfeld u. v. a.: Grenzerfahrung – 60 Jahre Mauerbau. Eine Podcast-Serie im Auftrag der Stiftung Berliner Mauer
- Kill Royal: Die unheilige Bartholomäusnacht
- Eine Stunde History mit Matthias von Hellfeld

## TV – Beiträge
- Lieder für ein besseres Morgen – Rolly Brings und Bänd. WDR 1987
- Brings – eine kölsche Rockband. WDR 1997
- Mit Henri Billstein: Joachim von Ribbentrop – der Handlanger. Hitlers Helfer. ZDF 1998
- Mit Henri Billstein: 1. September 1939 – Der Angriff auf Polen. Deutsche Schicksalstage. ZDF 1999